# Shinuhayr
Shinuhayr (en arménien Շինուհայր) est une communauté rurale du marz de Syunik en Arménie. En 2008, elle compte 2 898 habitants.